# La Lola (canción)
«La Lola» es una canción compuesta e interpretada por el grupo español de música latina y rock Café Quijano, lanzada como sencillo de su segundo álbum de estudio titulado La extraordinaria paradoja del Sonido Quijano, en 1999.
El nombre y el estribillo del tema provienen de una presentadora de televisión con la que Manuel Quijano tuvo una relación, según reveló el grupo recientemente. Se creyó, erróneamente, que provenía del bar familiar, fundado en 1977 y que, llamado inicialmente La Cava, pasó a denominarse La Lola a raíz del éxito de la canción.
El tema ayudó a cimentar la popularidad de Café Quijano en España y los convirtió en un conjunto reconocido tanto dentro como fuera de su país. La Lola no solo se ha vuelto probablemente la más famosa de las canciones del grupo, sino que además con el tiempo se ha convertido en un clásico del rock en español.